# Хелденплац
„Хелденплац“ („Площад на героите“) е исторически площад във Виена.
Проектиран е през 19 век от Готфрид Семпер като централен площад на Кайзерфорума. Проектът не е осъществен напълно заради падането на Хабсбургската империя през 1918 г.
Много важни събития са се състояли тук. Най-запомнящото се е, когато Адолф Хитлер обявява присъединяването на Австрия към Германската империя през 1938 г.

## Площадът
„Хелденплац“ е външният площад на двореца Хофбург. Построен е при царуването на император Франц Йосиф. Част е от грандиозен план за разширяването на имперския дворец, познат като Кайзерфорум.
На площада се намират 2 конни статуи – на принц Евгений Савойски и на ерцхерцог Карл Австрийски. Създадени са от местния скулптор Антон Доминик Фернкорн между 1860 и 1865 г.